# 대흥 (동진)
대흥(大興) 또는 태흥(太興)은 중국 동진(東晉) 원제(元帝)의 첫 번째 연호이다. 318년 3월에서 321년까지 3년 10개월 동안 사용하였다. 서진(西晉)이 멸망한 이후 건강(建康)을 근거지로 하여 동진을 세우고 진왕(晉王)을 자칭하고 있던 사마예(司馬睿)는 318년 3월에 황제로 즉위하면서 대흥으로 개원하였다.
같은 시기에 사용된 다른 연호로는 성한(成漢)에서 사용한 옥형(玉衡 : 311년 ~ 334년), 전조(前趙)에서 사용한 인가(麟嘉 : 316년 ~ 318년), 한창(漢昌 : 318년), 광초(光初 : 318년 ~ 329년), 전량(前凉)에서 사용한 건흥(建興 : 313년 ~ 361년)이 있다.

## 개원
건무(建武) 2년 3월 10일(318년 4월 26일)에 진왕에서 황제로 칭제한 후 연호를 대흥(大興)으로 건원함.

## 연대대조표
| 대흥                | 원년                                           | 2년        | 3년        | 4년        |
| 서력                | 318년                                          | 319년      | 320년      | 321년      |
| 육십간지 (六十干支) | 무인(戊寅)                                     | 기묘(己卯) | 경진(庚辰) | 신사(辛巳) |
| 성한 (成漢)         | 옥형(玉衡) 8년                                 | 9년        | 10년       | 11년       |
| 전조 (前趙)         | 인가(麟嘉) 3년 한창(漢昌) 원년 광초(光初) 원년 | 2년        | 3년        | 4년        |
| 전량 (前凉)         | 건흥(建興) 6년                                 | 7년        | 8년        | 9년        |

## 삭일(1일)
| 대흥 원년 (318년) | 1월             | 2월             | 3월             | 4월             | 5월             | 6월             | 7월             | 8월             | 9월             | 10월            | 11월            | 12월            |                 |
| ----------------- | --------------- | --------------- | --------------- | --------------- | --------------- | --------------- | --------------- | --------------- | --------------- | --------------- | --------------- | --------------- | --------------- |
| 삭일(음력)        | 무신일 (戊申日) | 무인일 (戊寅日) | 정미일 (丁未日) | 정축일 (丁丑日) | 병오일 (丙午日) | 병자일 (丙子日) | 을사일 (乙巳日) | 을해일 (乙亥日) | 갑진일 (甲辰日) | 갑술일 (甲戌日) | 계묘일 (癸卯日) | 계유일 (癸酉日) |                 |
| 율리우스력        | 318년 2월 17일  | 3월 19일        | 4월 17일        | 5월 17일        | 6월 15일        | 7월 15일        | 8월 13일        | 9월 12일        | 10월 11일       | 11월 10일       | 12월 9일        | 319년 1월 8일   |                 |
| 대흥 2년 (319년)  | 1월             | 2월             | 3월             | 4월             | 5월             | 6월             | 7월             | 8월             | 9월             | 10월            | 11월            | 12월            |                 |
| 삭일(음력)        | 임인일 (壬寅日) | 임신일 (壬申日) | 임인일 (壬寅日) | 신미일 (辛未日) | 신축일 (辛丑日) | 경오일 (庚午日) | 경자일 (庚子日) | 기사일 (己巳日) | 기해일 (己亥日) | 무진일 (戊辰日) | 무술일 (戊戌日) | 정묘일 (丁卯日) |                 |
| 율리우스력        | 319년 2월 6일   | 3월 8일         | 4월 7일         | 5월 6일         | 6월 5일         | 7월 4일         | 8월 3일         | 9월 1일         | 10월 1일        | 10월 30일       | 11월 29일       | 12월 28일       |                 |
| 대흥 3년 (320년)  | 1월             | 2월             | 3월             | 윤3월           | 4월             | 5월             | 6월             | 7월             | 8월             | 9월             | 10월            | 11월            | 12월            |
| 삭일(음력)        | 정유일 (丁酉日) | 병인일 (丙寅日) | 병신일 (丙申日) | 을축일 (乙丑日) | 을미일 (乙未日) | 갑자일 (甲子日) | 갑오일 (甲午日) | 갑자일 (甲子日) | 계사일 (癸巳日) | 계해일 (癸亥日) | 임진일 (壬辰日) | 임술일 (壬戌日) | 신묘일 (辛卯日) |
| 율리우스력        | 320년 1월 27일  | 2월 25일        | 3월 26일        | 4월 24일        | 5월 24일        | 6월 22일        | 7월 22일        | 8월 21일        | 9월 19일        | 10월 19일       | 11월 17일       | 12월 17일       | 321년 1월 15일  |
| 대흥 4년 (321년)  | 1월             | 2월             | 3월             | 4월             | 5월             | 6월             | 7월             | 8월             | 9월             | 10월            | 11월            | 12월            |                 |
| 삭일(음력)        | 신유일 (辛酉日) | 경인일 (庚寅日) | 경신일 (庚申日) | 기축일 (己丑日) | 기미일 (己未日) | 무자일 (戊子日) | 무오일 (戊午日) | 정해일 (丁亥日) | 정사일 (丁巳日) | 병술일 (丙戌日) | 병진일 (丙辰日) | 병술일 (丙戌日) |                 |
| 율리우스력        | 321년 2월 14일  | 3월 15일        | 4월 14일        | 5월 13일        | 6월 12일        | 7월 11일        | 8월 10일        | 9월 8일         | 10월 8일        | 11월 6일        | 12월 6일        | 322년 1월 5일   |                 |

## 같이 보기
- 중국의 연호